# Gmina Radków (Dolnoslezské vojvodství)
Gmina Radków je městsko-vesnická gmina v okrese Kladsko v Dolnoslezském vojvodství v Polsku. Rozkládá se mezi nejvyšší částí Stolových hor a středním tokem říčky Stěnavy (Ścinawka). Jejím sídlem je město Radków. V roce 2021 zde žilo 8 867 obyvatel, rozlohu má 139 km² a zabírá 8,5 % rozlohy okresu. Skládá se z města Radków a 12 starostenství.

## Části gminy
Starostenství
- Gajów
- Karłów
- Pasterka

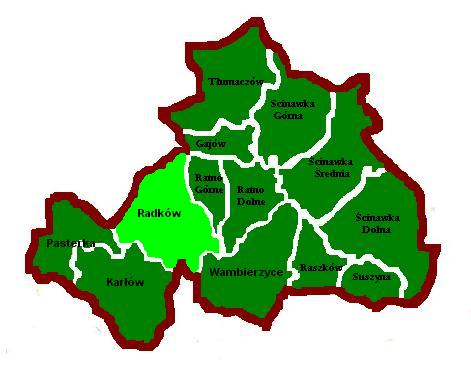
Gmina Radków

- Raszków – středisko Stolových hor, poblíž se nachází pevnost Fort Karola
- Ratno Dolne
- Ratno Górne
- Suszyna
- Ścinawka Dolna – dříve významný železniční uzel
- Ścinawka Górna
- Ścinawka Średnia
- Tłumaczów
- Wambierzyce – poutní místo s bazilikou Navštívení nejsvětější Panny Marie

## Sousední obce/gminy
- Nowa Ruda, Szczytna, Kudowa-Zdrój
- Machov, Božanov, Otovice, Šonov (všechny okres Náchod)